# Чхоуши (Одиши)
Чхоуши (груз. ჩხოუში) — село в Грузии, на территории Зугдидского муниципалитета края (мхаре) Самегрело-Верхняя Сванетия.

## География
Село находится в западной части Грузии, на левом берегу реки Чхоуши, у северо-восточной окраины города Зугдиди, административного центра муниципалитета. Абсолютная высота — 177 метров над уровнем моря.

## Население
По результатам официальной переписи населения 2014 года в Чхоуши проживало 1064 человека (545 мужчин и 519 женщин). В национальной структуре населения грузины составляли 99,8 %.
| Год  | Население, человек |
| ---- | ------------------ |
| 2002 | 1563               |
| 2014 | ↘ 1064             |